# 奥普雷亚·珀乌内斯库
奥普雷亚·珀乌内斯库（羅馬尼亞語：Oprea Păunescu，1936年7月6日—），罗马尼亚男子赛艇运动员。他曾代表罗马尼亚参加世界赛艇锦标赛，获得一枚银牌。他也曾参加1964年夏季奥林匹克运动会。